# Daniël Samkalden
Johan Daniël (Daniël) Samkalden (Naarden, 15 april 1979) is een Nederlandse kleinkunstenaar, zanger en theaterregisseur.

## Loopbaan
Daniël Samkalden debuteerde als zanger bij het koor van Kinderen voor Kinderen. Hij zong in 1987 onder andere het liedje Miepie over een poes die een vogel heeft vermoord. Na te zijn begonnen aan de studies Psychologie, Nederlandse Taal- en Letterkunde en Nederlands Recht, die hij geen van alle afmaakte, stapte hij over naar de Amsterdamse Toneelschool & Kleinkunstacademie. In juli 2006 studeerde hij daar af.
In het theater maakte hij zijn debuut met het theaterprogramma Daniël Samkalden waarin hij muzikaal werd begeleid door Thijs Cuppen en Peter Sambros. In dat programma presenteerde hij zichzelf vooral als singer-songwriter. Daarnaast schreef hij een lunchvoorstelling waarin hij samen met drie klasgenoten van de Kleinkunstacademie te zien was. Hij was in 2006 de eerste winnaar van de "Eerste Prijs" (voorheen de Pall Mall Exportprijs).

## Familie
Met zijn vriendin Inge Schrama kreeg hij in 2013 een dochter en in 2016 een zoon.
Hij is een kleinzoon van Ivo Samkalden, politicus en nadien burgemeester van Amsterdam.

## Theater
- Van alle tijden (2006)
- Daniël Samkalden (2006)
- Vernieuwde voorstelling (2007)

## Discografie
- Voor ik kaal ben (2008)

## Boeken
- Nova (2018)

## Televisie
- Goedenavond dames en heren (2015)

- Gemeinsame Normdatei: 1171563132
- International Standard Name Identifier: 0000 0003 9464 1230
- Library of Congress Control Number: no2014025740
- MusicBrainz: 7a2d0f44-9b82-46b2-b796-f4ac915d60b8
- Virtual International Authority File: 306392799
- WorldCat: E39PBJyCBX3rBRF78xyCdqXDbd